# Metuge (distrito)

localização do distrito de Metuge em Moçambique

Metuge é um distrito da província de Cabo Delgado, em Moçambique, com sede na povoação de Metuge. Tem limite, a norte o distrito de Quissanga, a oeste com o distrito de Ancuabe, a sul com o distrito de Mecúfi e a leste com o município e distrito de Pemba e o Oceano Índico. O nome do distrito foi mudado de Pemba-Metuge para Metuge em Dezembro de 2013, ao mesmo tempo que  foi criado o distrito de Pemba, cuja área coincide com o município do mesmo nome.

## Demografia
Em 2007, o Censo indicou uma população de 63 100. Com uma área de 1094  km², a densidade populacional chegava aos 57,68 habitantes por km².
De acordo com o Censo de 1997, o distrito tinha 42 935 habitantes, daqui resultando uma densidade populacional de 39,2 habitantes por km².

## Divisão administrativa
O distrito está dividido em três postos administrativos (Metuge, Messanja e Mieze), compostos pelas seguintes localidades:
- Posto Administrativo de Metuge:
  - Messanja
  - Metuge, e
  - Nacuta
- Posto Administrativo de Messanja
- Posto Administrativo de Mieze:
  - Mieze, e
  - Nanlia